# Anjou (päron)

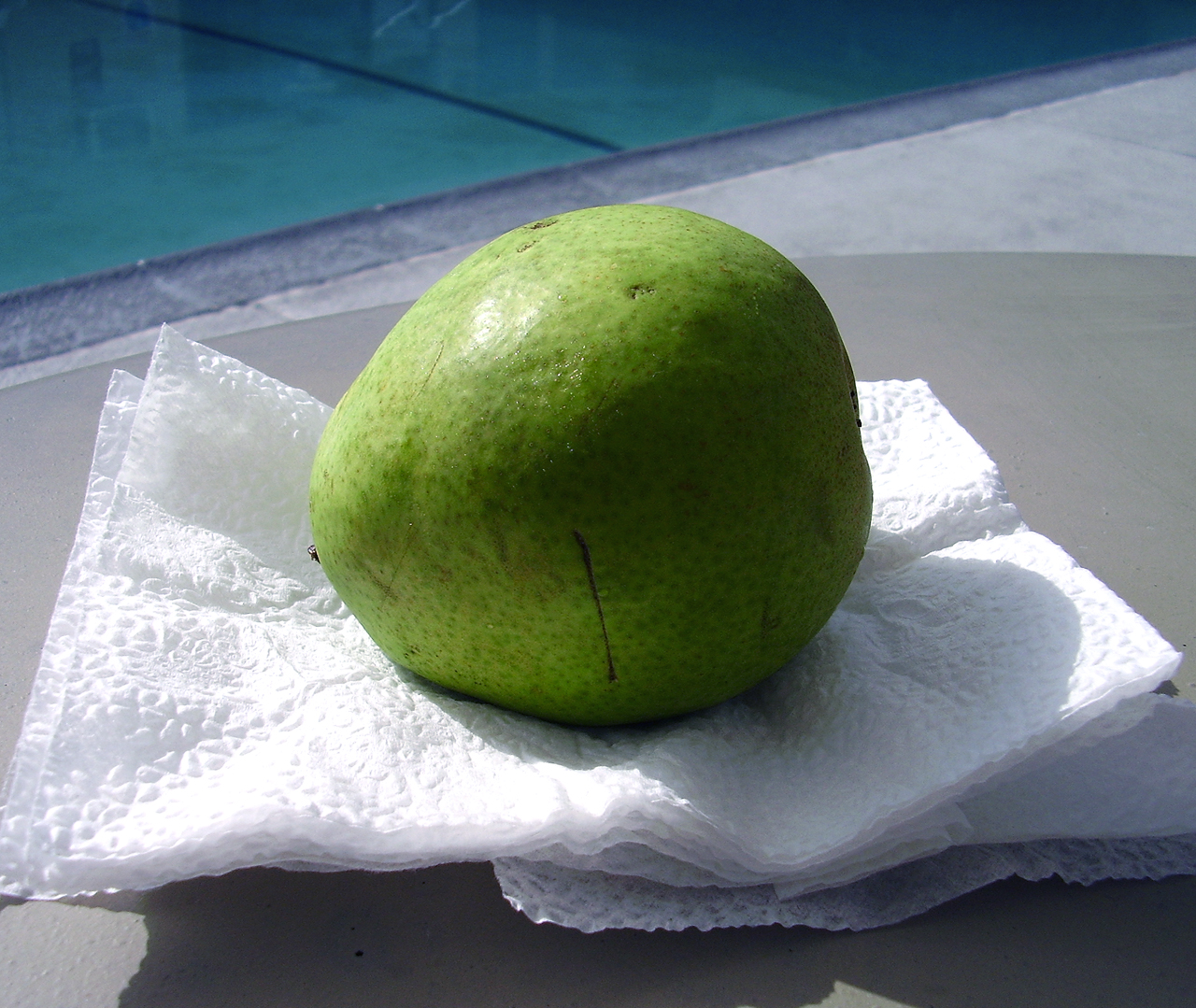
Grönfärgad Anjou.

Anjou, ibland kallad Beurré d'Anjou eller D'Anjou, är en päronsort. Det finns två typer av Anjou, röd eller grönfärgad. Anjou är sedd som en medelstor till stor päronsort, vanligtvis runt 270–285 gram, 85 mm i höjd, och 80 mm i diameter. Päronsorten kommer ursprungligen från Belgien. Det fördes över till Amerika år 1842 och nu finns de största odlingarna i USA, Australien och Argentina.